# 送り出し
送り出し（おくりだし）とは、相撲の決まり手の一つである。相手の背後に回り込み、後方から相手を押し、土俵の外に出す技。ラジオNIKKEIのアナウンサーでありアマチュア相撲の2段（日本相撲連盟）のキャリアを持っている舩山陽司は自身のコラムで「送り出す際に手を伸ばして背中を押すと簡単にかわされたり腕を取って引っ掛けられたり捻られたりするリスクが高過ぎる。相手の腰または尻に自分の胸や腹をぶつけていくのが正しい。しかも太腿で相手の逃げ場をなくす方が良い。こうすれば相手は振り向く事なく小細工を出す余裕もなく土俵を割るしかない。」と送り出しの鉄則を説いた。
2003年1月場所8日目、平成の大横綱と呼ばれた貴乃花は、当時前頭4枚目だった安美錦と初対戦。しかし、貴乃花は度重なる怪我の影響もあって全く自分の相撲が取れないまま、安美錦にこの技を決められて敗北。逆に安美錦は、横綱貴乃花戦の勝利が自身初めての金星獲得となる。結局貴乃花はこの安美錦との一番を最後に、翌日の9日目で現役引退を表明した。
この技を好んで使った力士として横綱・朝青龍がおり、2000年代半ばには高い反射神経を活かして立派な武器として活用していた。その朝青龍は2009年9月場所7日目に行われた玉乃島戦で当時痛めていたはずの右膝を玉乃島の左尻にぶつけた（決まり手は送り出し）ことで「蹴り出し」騒動が起こったが、これに対して舩山陽司は前述の鉄則を挙げて「朝青龍は相撲の基本を守ったに過ぎない」と一般層の批判に対して反論した。